# Transit de Mercure depuis Mars
Un transit astronomique de Mercure devant le Soleil se produit depuis Mars lorsque Mercure passe directement entre le Soleil et Mars, obscurcissant une petite partie du disque solaire du point de vue d'un observateur martien.

## Fréquence
Les transits de Mercure depuis Mars sont beaucoup plus fréquents que ceux observés depuis la Terre : il s'en produit plusieurs par décennie.
La période synodique de Mercure depuis Mars est de 100,8888 jours ; elle peut être calculée simplement avec la formule 1/(1/P - 1/Q) où P est la période sidérale de Mercure (87,969 35 jours) et Q la période sidérale de Mars (686,960 10).

## Observation

Transit de Mercure vu par Curiosity le 4 juin 2014.

Aucun observateur humain n'a encore pu observer un tel transit, mais les robots Spirit et Opportunity auraient en théorie pu observer le transit du 12 janvier 2005 (de 14h45 UTC à 23h05 UTC), cependant les seules caméras capables de filmer cet évènement ne pouvaient atteindre une résolution suffisante. Ils ont pu déjà observer les transits de Déimos et de Phobos devant le Soleil, mais avec un diamètre angulaire de 2 minutes d'arc, Deimos est à peu près vingt fois plus gros que Mercure, dont le diamètre angulaire fait 6,1 secondes d'arc. Les éphémérides générées par le système HORIZONS du JPL  indiquent que le robot Opportunity serait en mesure d'observer le transit depuis son début jusqu'au coucher de Soleil local (à environ 19h23 UTC sur Terre), tandis que le second robot, Spirit, pourrait l'observer depuis son lever de Soleil local (à environ 19h38 UTC) jusqu'au bout.

## Liste
La liste suivante donne un certain nombre de transits, proche de notre époque.
| Date             | Heure (UTC) | Notes |
| ---------------- | ----------- | ----- |
| 18 décembre 2003 | 19:39       |       |
| 12 janvier 2005  | 19:04       |       |
| 23 novembre 2005 | 06:22       |       |
| 10 mai 2013      |             |       |
| 4 juin 2014      |             |       |
| 15 avril 2015    |             |       |
| 25 octobre 2023  |             |       |
| 5 septembre 2024 |             |       |
| 26 janvier 2034  |             |       |
| 21 février 2035  |             |       |